# Croton junceus
Espèce
Croton junceus est une espèce de plantes à fleurs du genre Croton et de la famille des Euphorbiaceae, présente au Brésil.
Il a pour synonyme :
- Oxydectes juncea, (Baill.) Kuntze